# Groupe ABS
Pour les articles homonymes, voir ABS (homonymie).
 (avril 2018).
 (décembre 2018).
Groupe ABS, est une entreprise québécoise (Canada) de génie-conseil. Elle a été fondée le 1er février 1993 à Saint-Rémi.

## Histoire
Groupe ABS a été fondé en 1993 par des professionnels de l’ingénierie des matériaux sous le nom Laboratoire A.B.S, dont l’acronyme A.B.S. est la contraction de : Asphalte, Béton, Sol.
Laboratoire A.B.S. et ABS Environnement ont fusionné le 2 juillet 2009, en une seule compagnie sous le nom Groupe ABS.
Groupe ABS s’est progressivement diversifié pour intégrer un ensemble de services complémentaires et parfois indissociables au contrôle des matériaux soit : la géotechnique, la géophysique, l’environnement, l’hydrogéologie, le contrôle des éléments métalliques et la science du bâtiment.
En novembre 2003, Groupe ABS démarre Explora-Sol, entreprise spécialisée en réalisation de forages géotechniques et environnementaux.
En décembre 2008, Groupe ABS démarre Fondasol, entreprise qui possède une expertise en géotechnique.
En janvier 2012, Groupe ABS démarre ADS Signalisation, entreprise qui réalise des travaux de signalisation routière pour les travaux de construction.
En 2012, Groupe ABS acquiert Béton Optimal, entreprise qui délivre[pas clair] la certification Qualibéton[Quoi ?] du bureau de normalisation du Québec (BNQ), obligatoire pour les usines de béton prêt à l’emploi.
En 2016, Groupe ABS acquiert Environnement S-Air, entreprise spécialisée en gestion de l’amiante, qualité de l’air intérieur et procédures d’urgences,.
En 2017, l'entreprise s'installe dans la région de la Capitale-Nationale ainsi qu'en Estrie,.
En 2025, Groupe ABS est acheté par le français Ginger Groupe.

## Chiffres clés
En 2017, Groupe ABS figure au 12e rang des firmes d’ingénierie au Québec, selon le classement du journal Les Affaires.
En 2017, Groupe ABS figure au 330e rang des plus importantes sociétés québécoises, selon le classement du journal Les Affaires,.